# Kuala Sekampung
Kuala Sekampung is een bestuurslaag in het regentschap Lampung Selatan van de provincie Lampung, Indonesië. Kuala Sekampung telt 3099 inwoners (volkstelling 2010).